# Zilla (kaiju)
GINO (Godzilla In Name Only, littéralement "Godzilla seulement de nom" en anglais), plus connu sous le nom de Zilla (ジラ, Jira) est un kaiju qui apparaît en premier lieu en 1998 dans le film Godzilla.
À l'origine, Zilla était la version américaine de Godzilla (depuis les versions des comics Marvel et celle d'Hannah-Barbera). Mais il fut considéré par les fans du monstre nippon comme trop différent de l'original sur plusieurs points :
- Zilla, contrairement à Godzilla, appartient à une espèce actuelle (précisément un iguane) tandis que l'original est un représentant d'une espèce fossile et/ou fictive.

- Godzilla est constamment en position verticale, voire humanoïde, à l'inverse de Zilla qui ressemble plus à un théropode.

- Dans le film, Zilla ne possède pas de souffle atomique, qui est, pourtant le pouvoir de prédilection de Godzilla, mais son descendant la possède dans la série animée.

- Zilla est vulnérable aux armes à feu et militaires, contrairement à Godzilla.

- Zilla est bien plus rapide et agile que Godzilla, sa taille plus petite et son allure profilée y sont pour quelque chose.

- Le premier Zilla est asexué, voire une femelle : il pond des douzaines d'œufs (qui seront tous détruits a l'exception d'un seul qui va donner naissance au second Zilla, celui de la série). Le second semble être un mâle puisqu'il a eu un œuf avec Komodithrax, un varan femelle.

Le film de 1998 ne s'inspire que très vaguement du film Godzilla réalisé en 1954 par Ishirō Honda. À la suite des mauvaises critiques accueillant le film, la créature de ce dernier fut surnommée G.I.N.O. (Godzilla In Name Only) par les fans et Zilla au Japon.
Une série animée, Godzilla, la série, a vu le jour de 1998 à 2000, faisant office de suite au film d'Emmerich. Elle reçut d'ailleurs de meilleures critiques que le film, et son protagoniste (le seul descendant de la créature du film) a été beaucoup plus apprécié des fans, car plus proche du Godzilla originel.
Il réapparaîtra néanmoins dans Godzilla Final Wars dans lequel il affronte, dans un très court combat, Godzilla.

## Films
- 1998 : Godzilla, de Roland Emmerich
- 1999 : Godzilla, la série, dessin animé faisant suite au film
- 2004 : Godzilla: Final Wars (Gojira: Fainaru uôzu), de Ryuhei Kitamura